# A Gatherer's Adventure in Isekai
A Gatherer's Adventure in Isekai (яп. 素材採取家の異世界旅行記, Sozai Saishuka no Isekai Ryokōki, Подорож збирача в іншому світі) — серія ранобе, написана Масуо Кіноко та ілюстрована Сенбон Умішімою, Кацукі Ондою та Сусуму Куроімом. Спочатку серія публікувалася онлайн з липня 2016 року, а з січня 2017 року видавництво AlphaPolis випустило шістнадцять томів.
Манґа-адаптація, ілюстрована Томозо, почала публікуватися онлайн на сайті AlphaPolis у грудні 2017 року та зібрана у восьми томах танкобон. Манґа доступна в цифровому форматі англійською мовою через Alpha Manga.
Прем'єра аніме-серіалу, створеного студіями Tatsunoko Production і SynergySP, запланована на жовтень 2025 року.

## Персонажі
Такеру (яп. タケル)
Сейю: Нобунага Сімадзакі
Бі (яп. ビー, Bī)
Сейю: Аяса Іто
Бролайт (яп. ブロライト, Buroraito)
Сейю: Макото Коічі

## Медіа

### Ранобе
| №  | Дата виходу     | ISBN                   |
| -- | --------------- | ---------------------- |
| 1  | 31 січня 2017   | ISBN 978-4-434-22917-6 |
| 2  | 31 травня 2017  | ISBN 978-4-434-23326-5 |
| 3  | 30 вересня 2017 | ISBN 978-4-434-23777-5 |
| 4  | 28 лютого 2018  | ISBN 978-4-434-24341-7 |
| 5  | 31 серпня 2018  | ISBN 978-4-434-25044-6 |
| 6  | 31 грудня 2018  | ISBN 978-4-434-25481-9 |
| 7  | 30 вересня 2019 | ISBN 978-4-434-26514-3 |
| 8  | 29 лютого 2020  | ISBN 978-4-434-27161-8 |
| 9  | 31 грудня 2020  | ISBN 978-4-434-28245-4 |
| 10 | 30 вересня 2021 | ISBN 978-4-434-29122-7 |
| 11 | 31 січня 2022   | ISBN 978-4-434-29894-3 |
| 12 | 30 червня 2022  | ISBN 978-4-434-30454-5 |
| 13 | 31 січня 2023   | ISBN 978-4-434-31505-3 |
| 14 | 30 вересня 2023 | ISBN 978-4-434-32658-5 |
| 15 | 31 березня 2024 | ISBN 978-4-434-33607-2 |
| 16 | 30 березня 2025 | ISBN 978-4-434-35500-4 |

### Манґа
Манґа-адаптація ілюстрована Томозо, почала публікуватися на сайті AlphaPolis 13 грудня 2017 року. Станом на серпень 2024 року розділи манґи зібрано у вісім томів-танкобонів. Серія публікується англійською мовою в застосунку Alpha Manga від AlphaPolis.
| № | Дата виходу       | ISBN                   |
| - | ----------------- | ---------------------- |
| 1 | 30 листопада 2018 | ISBN 978-4-434-25264-8 |
| 2 | 30 вересня 2019   | ISBN 978-4-434-26368-2 |
| 3 | 31 липня 2020     | ISBN 978-4-434-27631-6 |
| 4 | 31 серпня 2021    | ISBN 978-4-434-29282-8 |
| 5 | 31 травня 2022    | ISBN 978-4-434-30342-5 |
| 6 | 31 березня 2023   | ISBN 978-4-434-31769-9 |
| 7 | 31 грудня 2023    | ISBN 978-4-434-33121-3 |
| 8 | 31 серпня 2024    | ISBN 978-4-434-34354-4 |

### Аніме
Про створення аніме-серіалу було оголошено 10 березня 2025 року. Серіал продюсує Genco, за анімацію відповідають студії Tatsunoko Production і SynergySP. Режисером є Йошінорі Одака, за компонування серії відповідає Ґіґаемон Ічікава, дизайн персонажів розробляє Маюмі Ватанабе, а музику пише Хіроші Такакі.
Прем'єра запланована на жовтень 2025 року. Опенінг виконує гурт Nornis. Ліцензію на показ серіалу в Південній і Південно-Східній Азії придбала компанія Muse Communication.

## Сприйняття
Серія здобула читацьку нагороду «9-те гран-прі фентезійних романів AlphaPolis», а тираж серій становить 1,73 мільйона примірників в обігу.